# Jack Ryan (série télévisée)
Pour les articles homonymes, voir Jack Ryan.
Jack Ryan de Tom Clancy ou simplement Jack Ryan est une série télévisée américaine d'espionnage et de politique en trente épisodes d'environ 45 minutes fondée sur des personnages de la saga Ryan écrite par Tom Clancy, créée par Carlton Cuse et Graham Roland, diffusée entre le 31 août 2018 et le 14 juillet 2023 sur Prime Video.

## Synopsis
Jack Ryan, analyste à la CIA va tenter de démanteler un réseau de terroristes. Partagé entre ses démons du passé quand il était dans les Marines en Afghanistan et son idéalisme de boy-scout, il devra alterner entre force et intelligence pour déjouer les plans de Suleiman, un terroriste islamiste bien décidé à venger sa famille meurtrie.

## Distribution

### Acteurs principaux
- John Krasinski (VF : Stéphane Pouplard ; VQ : Frédérik Zacharek) : Dr Jack Ryan, agent de la CIA
- Wendell Pierce (VF : Thierry Desroses ; VQ : Benoît Rousseau) : James Greer, agent de la CIA
- Abbie Cornish (VF : Noémie Orphelin ; VQ : Éveline Gélinas) : Dr Cathy Mueller (saisons 1 et 4)
- John Hoogenakker (VF : Loïc Guingand ; VQ : Alexandre L'Heureux) : Matice, agent des opérations clandestines de la CIA (saison 2, récurrent saison 1)
- Noomi Rapace (VF : Julie Dumas ; VQ : Catherine Proulx-Lemay) : Harriet « Harry » Baumann, agent du Bundesnachrichtendienst (saison 2)
- Michael Kelly (VF : Fabien Jacquelin ; VQ : Pierre Auger) : Mike November, chef de station à Caracas (saisons 2-4)
- Jovan Adepo (VF : Yves Letzelter ; VQ : Rodley Pitt) : Marcus Bishop, agent des opérations clandestines de la CIA (saison 2)
- Jordi Mollà (VF : Diego Asensio ; VQ : Sébastien Dhavernas) : Nicolás Reyes, président du Venezuela (saison 2)
- Cristina Umaña (VF : Sophie Riffont ; VQ : Émilie Gilbert) : Gloria Bonalde, candidate à l'élection présidentielle vénézuélienne (saison 2)
- Francisco Denis (VF : Jérôme Keen) : le général Miguel Ubarri, conseiller du président Reyes (saison 2)
- Betty Gabriel (VF : Déborah Claude ; VQ : Florence Blain Mbaye (saison 3) puis Marie-Evelyne Lessard (saison 4)) : Elizabeth Wright (saisons 3-4)
- James Cosmo (VF : Gabriel Le Doze ; VQ : Marc Bellier) : Luka Goncharov (saison 3)
- Peter Guinness (VF : Féodor Atkine ; VQ : Jacques Lavallée) : Petr Kovac (saison 3)
- Nina Hoss (VF : Rafaèle Moutier ; VQ : Viviane Pacal) : Alena Kovac (saison 3)
- Alexej Manvelov (VF : Igor Chometowski ; VQ : François-Simon Poirier) : Alexei Petrov (saison 3)
- Michael Peña (VF : Emmanuel Garijo ; VQ : Martin Watier) : Domingo « Ding » Chavez (saison 4)[1]
- Zuleikha Robinson (VF : Barbara Beretta ; VQ : Hélène Mondoux) : Zeyara Lemos (saison 4)

Photos des acteurs principaux
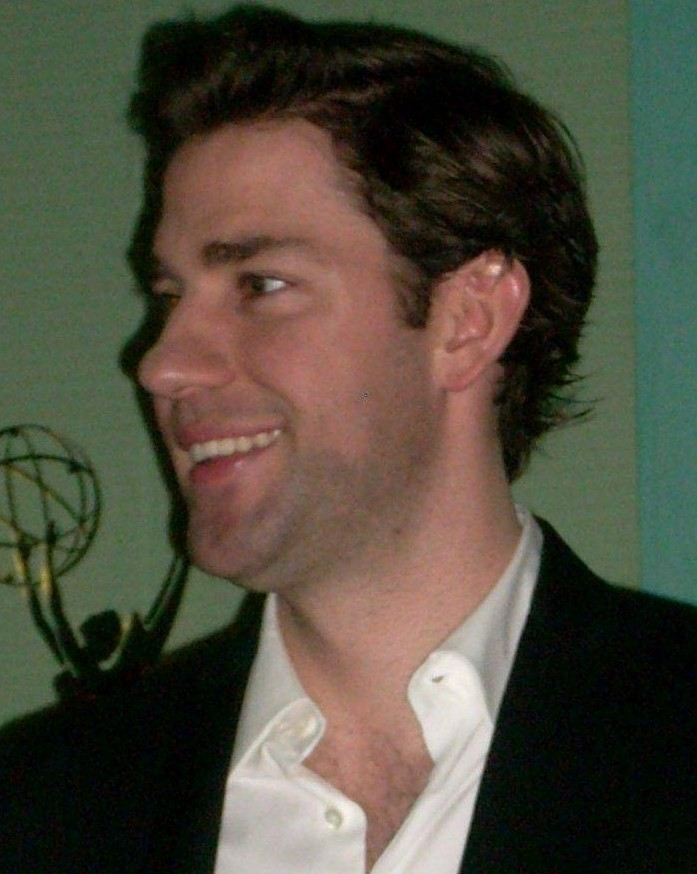
John Krasinski interprète Jack Ryan.
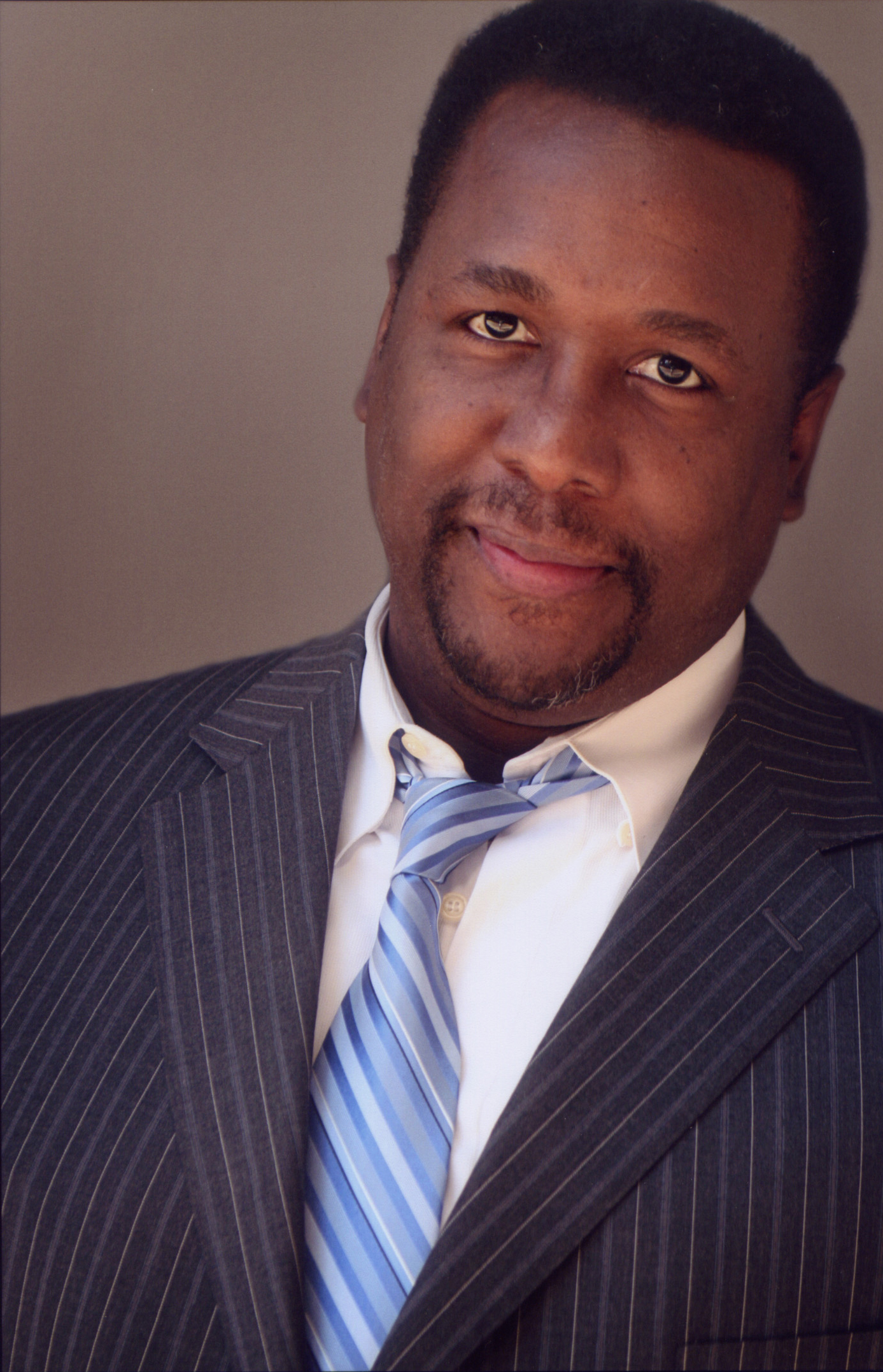
Wendell Pierce interprète James Greer.
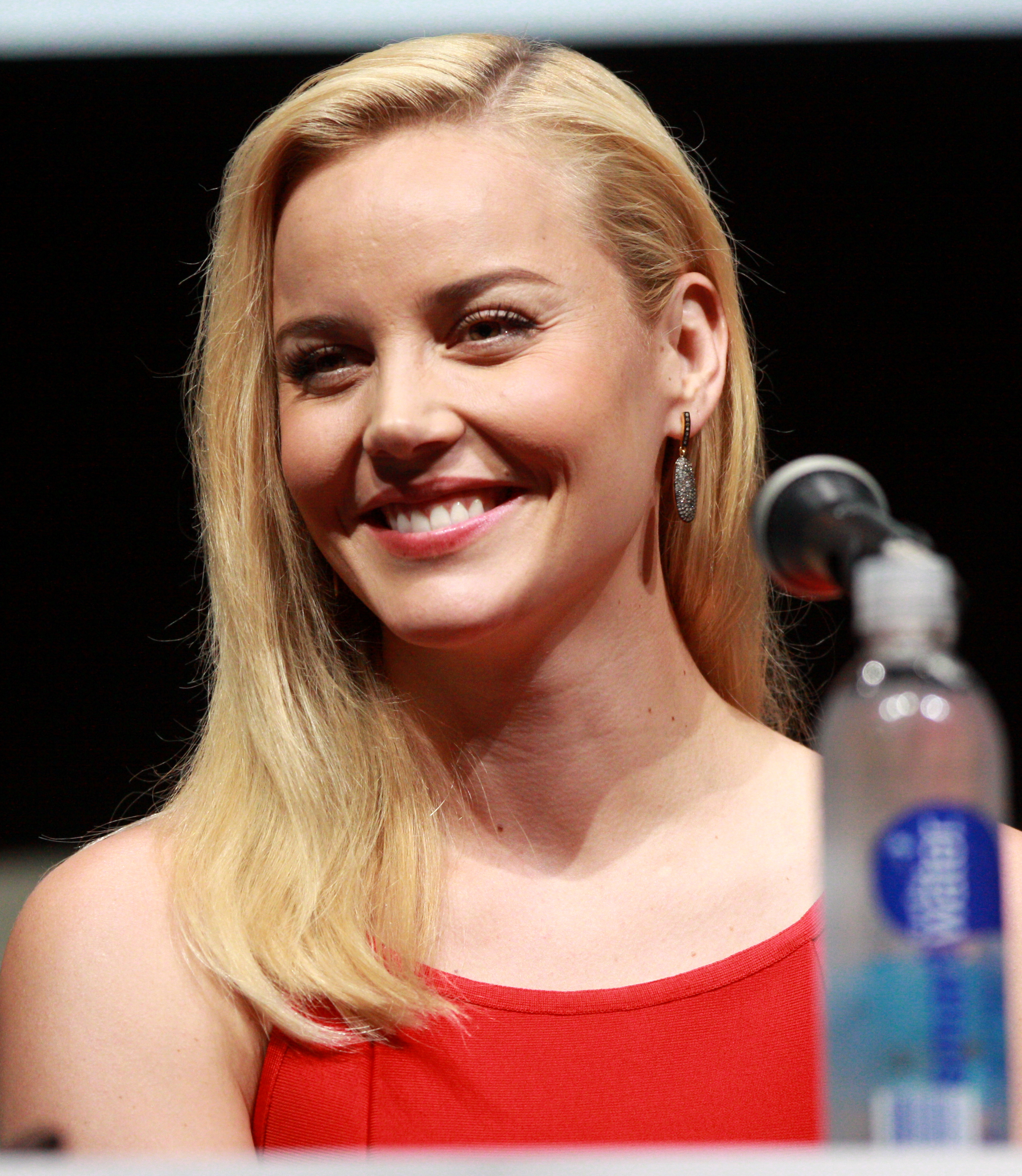
Abbie Cornish interprète Cathy Mueller.
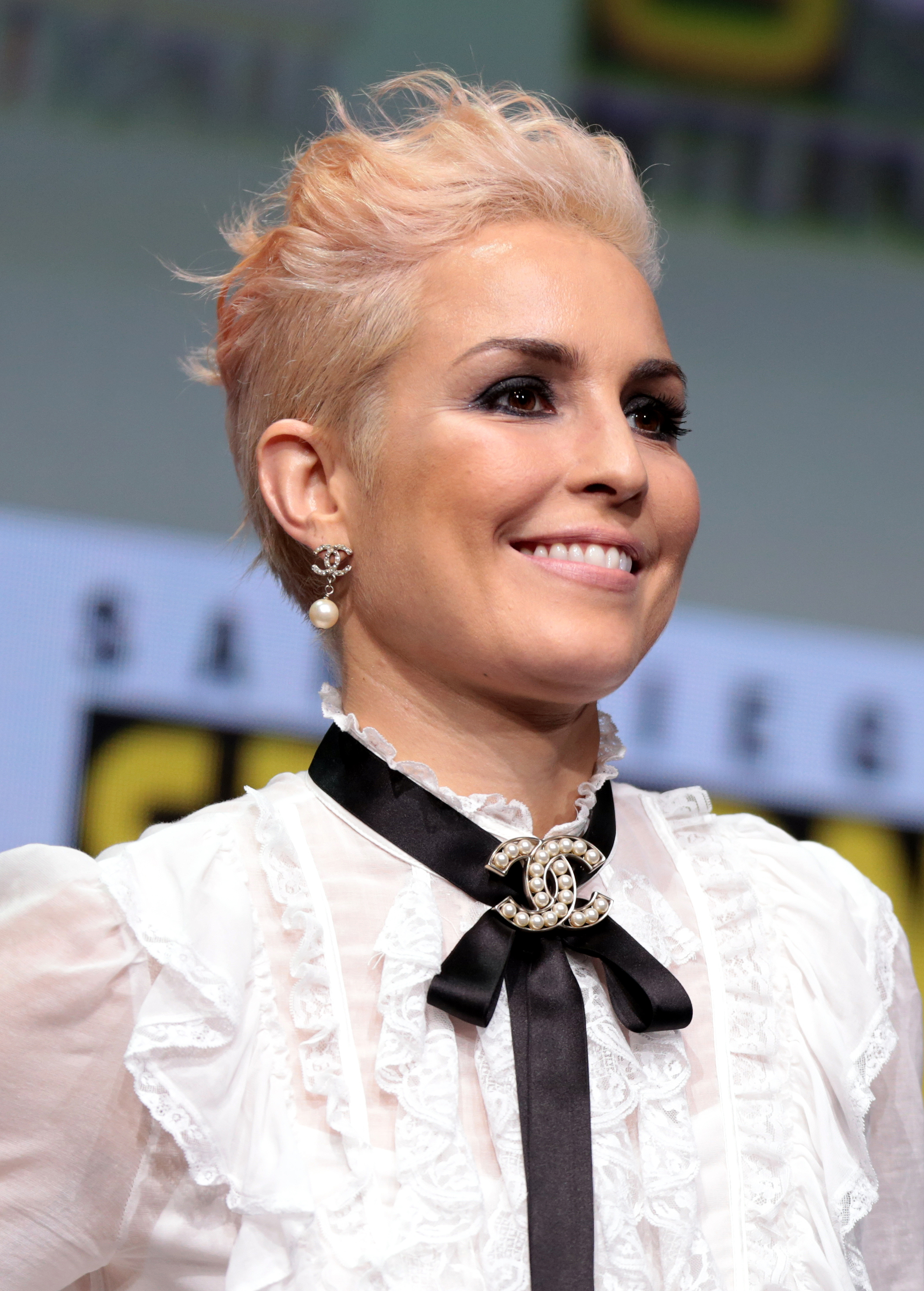
Noomi Rapace interprète Harriet « Harry » Baumann.
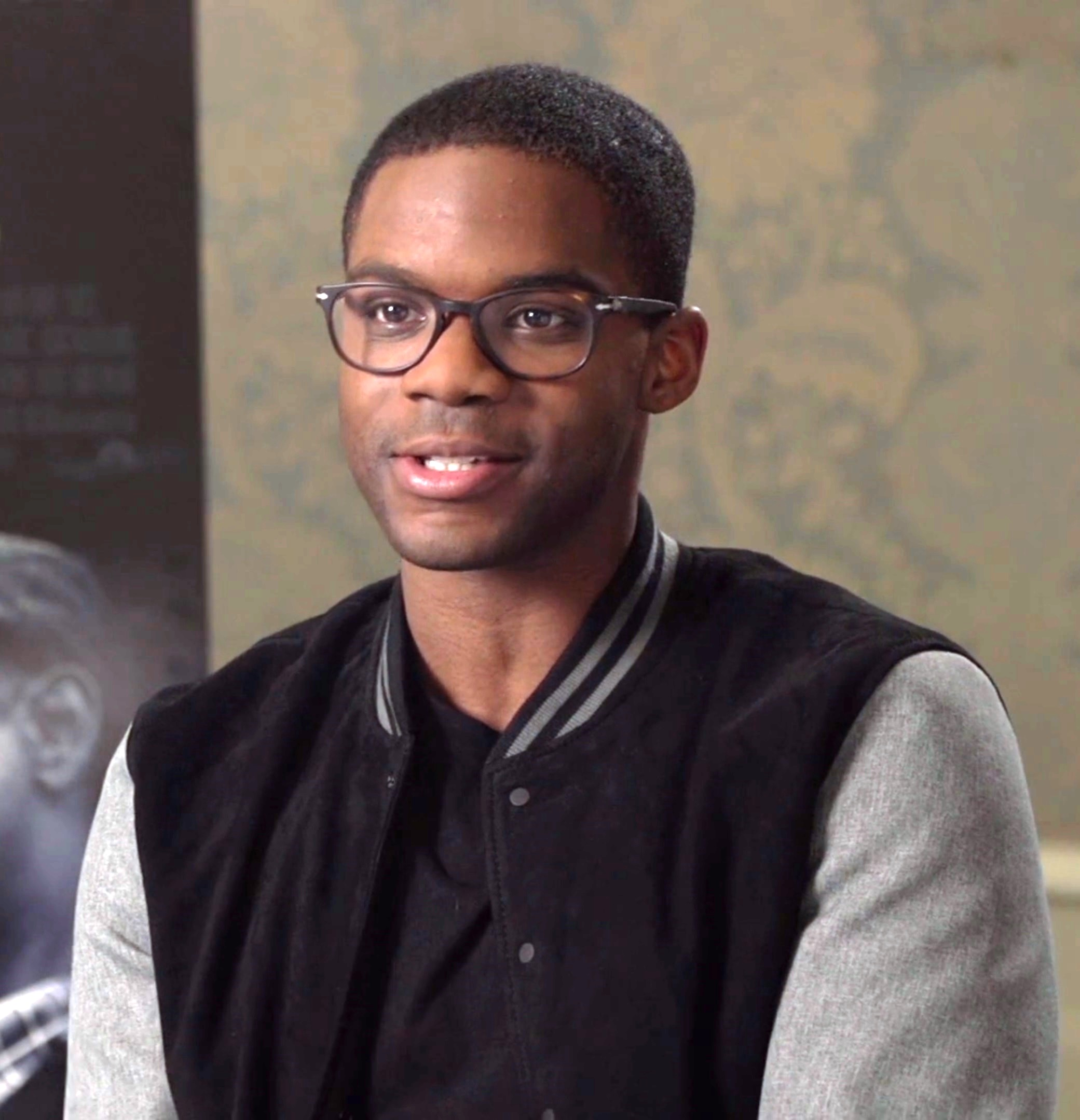
Jovan Adepo interprète Marcus Bishop.
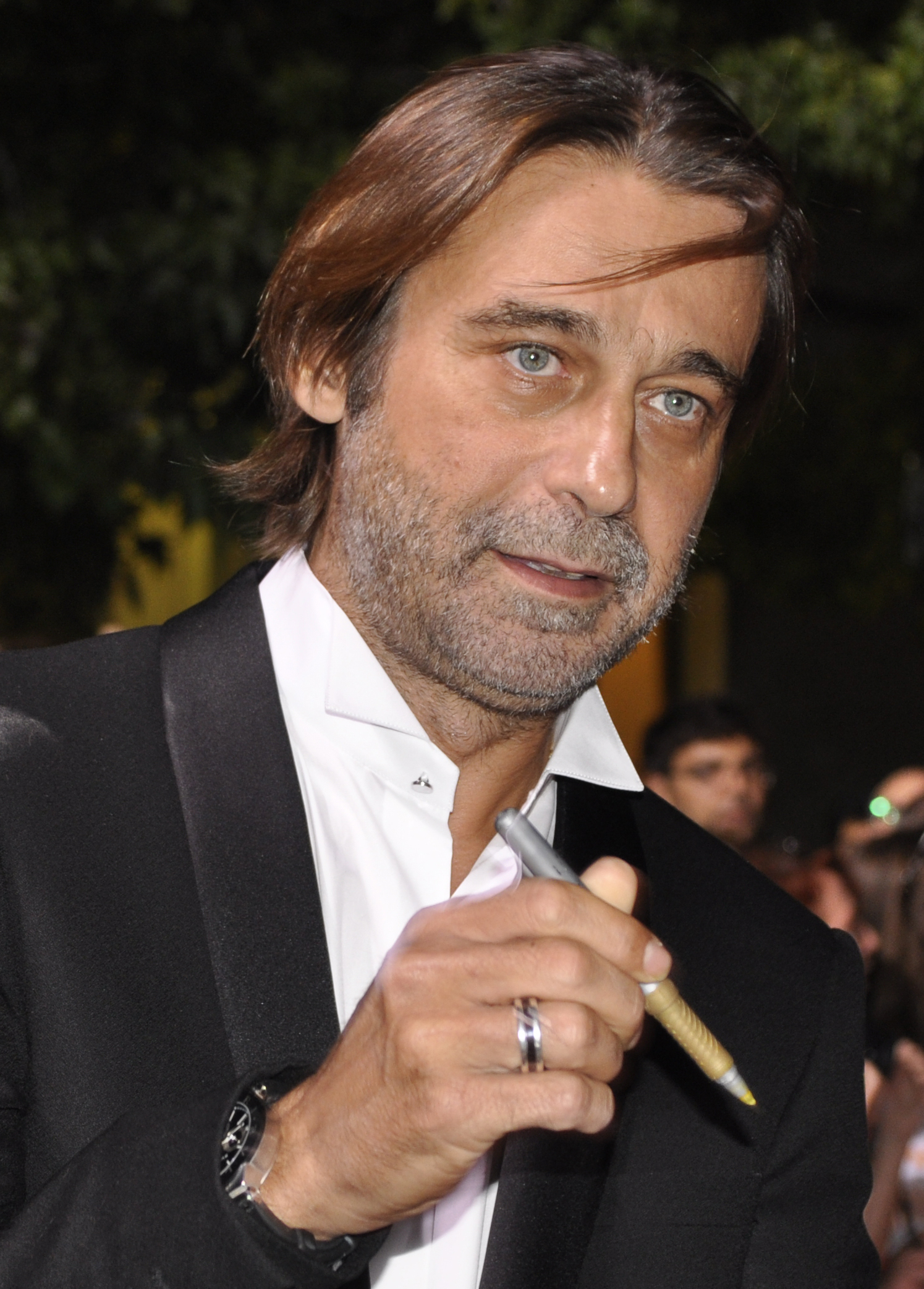
Jordi Mollà interprète Nicolás Reyes.
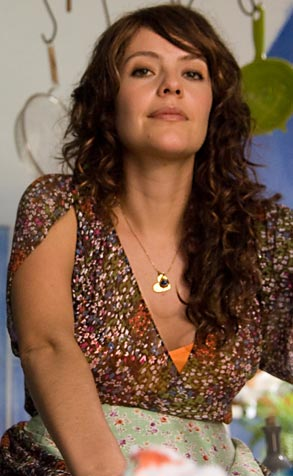
Cristina Umaña interprète Gloria Bonalde.

### Anciens acteurs principaux
- Ali Suliman (VF : Mustapha Abourachid ; VQ : Yves Soutière) : Mousa Bin Suleiman (saison 1)
- Dina Shihabi (VF : Jessica Jaouiche ; VQ : Sarah-Anne Parent) : Hanin Ali (saison 1)

- Photos des anciens acteurs principaux

### Acteurs récurrents et invités
Saison 1
- Karim Zein : Samir
- Nadia Affolter : Sara
- Arpy Ayvazian : Rama
- Haaz Sleiman (VF : Tariq Bettahar ; VQ : Alexandre Dubois) : Ali
- Amir El-Masry : Ibrahim
- Goran Kostić (VF : Igor Chometowski) : Ansore Dudayev
- Timothy Hutton (VF : Emmanuel Jacomy ; VQ : Alain Zouvi) : Nathan Singer
- Adam Bernett (VF : Erwan Tostain) : Patrick Klinghoffer
- Eileen Li (VF : Sandra Valentin) : Noreen Yang
- Mena Massoud (VF : Taric Mehani) : Tarek Kassar
- Zarif Kabier : Jabir
- Kamel Labroudi : Yazid
- Shadi Janho : Amer
- Victoria Sanchez (VF : Flora Brunier) : Layla Navarro
- Matt McCoy (VF : Jacques Faugeron) : Dr Nadler
- Marie-Josée Croze (VF : elle-même) : Sandrine Arnaud
- John Magaro (VF : Antoine Schoumsky) : Victor Polizzi
- Daniel Kash (VF : Guy Vouillot) : Shelby Farnsworth, directeur des opérations de la CIA
- Jameel Khoury : le colonel Al Radwan
- Kenny Wong : Danny
- Emmanuelle Lussier-Martinez (VF : Charlotte Correa) : Teresa
- Al Sapienza (VF : Mathieu Buscatto) : Marcus Trent, Secrétaire à la Défense
- Chadi Alhelou : Fathi
- Stephane Krau (VF : Olivier Augrond) : le lieutenant Bruno Cluzet
- Yani Marin (VF : Kahina Tagherset) : Ava Garcia
- Jonathan Bailey (VF : John Kokou) : Lance Miller
- Natalie Brown : Rebecca
- Blair Brown (VF : Aurore Monicard) : Sue Joyce, directrice de la CIA
- Ron Canada (en) : Bobby Vig, directeur du renseignement national
- Youness Benzakour : Ismail Ahmadi
- Michael Gaston (VF : Pascal Germain) : le président Andrew Pickett
- Julianne Jain : Marabel
- Victor Slezak (en) (VF : Jean-François Aupied) : Joe Mueller
- Jenny Raven : Dr Yen
- Cynthia Preston (VF : Virginie Kartner) : Blanche Dubois
- Lee Tergesen : Stanley
- John Robinson : Buster
- Numan Acar (VF : Mathieu Buscatto ; VQ : Patrick Chouinard) : Tony
- Conrad Coates : le colonel Robert Phelps
- Karen LeBlanc : Kalie Horn
- Jonathan Potts (VF : Christophe Desmottes) : Dr Roger Wade

Saison 2
- Benito Martinez (VF : Stéphane Bazin) : le sénateur Jim Moreno
- Susan Misner (VF : Josy Bernard ; VQ : Julie Beauchemin) : Lisa Calabrese
- Tom Wlaschiha (VF : Thibaut Belfodil ; VQ : Alexandre Daneau) : Max Schenkel
- Allan Hawco (VF : Franck Sportis ; VQ : Alexis Lefebvre) : Coyote
- William Jackson Harper : Xander
- Arnold Vosloo : Jost Van Der Byl
- Michael O'Neill (VF : Frédéric Cerdal ; VQ : Jean-Marie Moncelet) : le sénateur Mitchell Chapin
- Lidia Porto (VF : Ethel Houbiers) : Monica Herrera
- Neil Stuke (en) (VF : Loïc Houdré) : Jeremy Bright
- Victor Rasuk (VF : Kévin Goffette ; VQ : Éric Paulhus) : Disco

Saison 3
- Fatima Adoum : Esma
- Tereza Srbova : Jana Breza
- Mikhail Safronov (VF : Swan Demarsan ; VQ : Marc-André Bélanger) : Surinov
- Adam Vacula (VF : Damien Ferrette) : Radek Breza
- Anton Pampushnyy (VF : Vincent Bonnasseau) : Konstantin Vyatkin

Saison 4
- Louis Ozawa Changchien (VF : Stéphane Fourreau ; VQ : Éloi Archambaudoin) : Chao Fah Sein
- Okieriete Onaodowa (VF : Jean-Michel Vaubien ; VQ : Karl-Antoine Suprice) : Adebayo « Ade » Osoji
- John Schwab (en) (VF : Nicolas Marié ; VQ : Christian Grenier) : Thomas Miller
- David Bedella (en) (VF : Xavier Thiam ; VQ : Widemir Normil) : le président Charles Bachler
- Derek Cecil (en) (VF : Philippe Valmont) : le sénateur Henshaw

| - Version française - Société de doublage : Deluxe Media Paris - Direction artistique : Bruno Dubernat (saisons 1-2) et Nazanine Marachi-Dubernat (saisons 3-4) - Adaptation : Aziza Hellal, Fanny Béraud, Brigitte Hansen | - Version québécoise - Société de doublage : Difuze Inc. - Direction artistique : Aline Pinsonneault, Julie Burroughs, Frédérik Zacharek (saison 3, épisodes 7 et 8) - Adaptation : Alexis Joubert, Andréane Girard, Benjamin Durand Source et légende : version québécoise (VQ) sur Doublage.qc.ca |

## Production

### Développement
Le 22 septembre 2015, il a été annoncé que Carlton Cuse et Graham Roland étaient en train de développer une adaptation télévisée de la série de romans Jack Ryan de Tom Clancy. La série potentielle a été décrite comme « une nouvelle interprétation contemporaine du personnage utilisant les romans comme matériau source ». Les sociétés de production impliquées dans le projet devaient inclure Paramount Television, Platinum Dunes et Skydance Media. Une semaine plus tard, après une guerre acharnée entre plusieurs réseaux de télévision, il a été annoncé que le service de vidéo à la demande Amazon Video avait acheté les droits de la série.
Cuse est producteur exécutif aux côtés de John Krasinski, Michael Bay et Mace Neufeld, entre autres. Krasinski figure également dans la série en tant que personnage principal, ce qui en fait le cinquième acteur à interpréter le personnage après Alec Baldwin, Harrison Ford, Ben Affleck et Chris Pine de la série.
Amazon a ensuite mis la production en développement et a commandé trois scripts écrits par Cuse et Roland. Le 16 août 2016, il a été annoncé que la production avait été commandée directement à la série pour une première saison composée de dix épisodes.
En janvier 2017, il a été annoncé que Morten Tyldum dirigerait le pilote et que Daniel Sackheim dirigerait plusieurs épisodes et produirait la série.
Le 24 avril 2018, il a été signalé qu'Amazon avait renouvelé la série. La deuxième saison aura lieu en Amérique du Sud, où Ryan affrontera « un régime démocratique en déclin et dangereux ». Le 14 mai 2018, il a été rapporté que Richard Rutkowski avait obtenu le poste de directeur de la photographie pour le pilote et que Checco Varese lui avait succédé pour les sept épisodes suivants de la saison 1. Le 14 août 2018, il a été annoncé que Phil Abraham rejoindrait la série en tant que producteur exécutif et dirigerait les deux premiers épisodes de la deuxième saison. Le 4 septembre 2018, il a été annoncé que Dennie Gordon dirigerait trois épisodes de la saison 2 et jouerait le rôle de producteur exécutif.
Le 13 février 2019, Amazon a renouvelé la série pour une troisième saison lors de la tournée de presse de TCA.
Le 29 septembre 2022, Prime Vidéo France annonce dans un tweet la diffusion de la saison 3 à partir du 21 décembre de la même année.

### Attribution des rôles

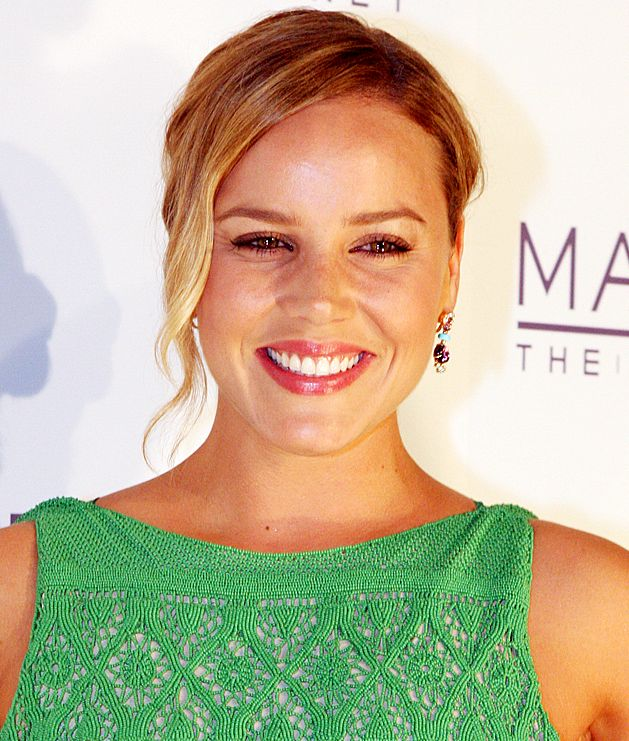
L'actrice Abbie Cornish incarne la fiancée du héros joué par John Krasinski.

Le 29 avril 2016, il a été annoncé que John Krasinski avait été choisi pour le rôle-titre de la série. Le 3 novembre 2016, il a été rapporté qu'Abbie Cornish avait été choisie pour représenter la fiancée de Ryan, Cathy Mueller. Le 16 décembre 2016, il a été annoncé que Wendell Pierce, Ali Suliman et Dina Shihabi avaient obtenu des rôles principaux de la série. En mars 2017, il a été annoncé que Peter Fonda, Mena Massoud, Timothy Hutton et Al Sapienza avaient obtenu des rôles récurrents,,,. Le 5 juin 2017, il a été signalé que Amir El-Masry avait rejoint la série dans un rôle de soutien.
Parallèlement à l'annonce du renouvellement de la série, il a été confirmé que Krasinski et Pierce seraient de retour pour la deuxième saison. Le 4 mai 2018, il a été annoncé que John Hoogenakker avait été promu au rang de principal pour la saison 2 après avoir déjà participé à la saison 1 à titre récurrent. Le 20 juillet 2018, il a été annoncé lors du panel d'Amazon au San Diego Comic-Con que Noomi Rapace avait rejoint la distribution principale pour la saison deux. En août 2018, il a été annoncé que Michael Kelly, Jovan Adepo, Jordi Mollà, Cristina Umaña et Francisco Denis avaient rejoint la distribution de la deuxième saison en tant que acteurs principaux,. Le 25 septembre 2018, il a été signalé que Tom Wlaschiha jouait un rôle récurrent dans la saison deux.

### Tournage
Jack Ryan a été filmé à plusieurs endroits. Le 10 mai 2017, Krasinski était en train de filmer ses scènes à Washington, D.C.. Pendant quelques jours, la série télévisée a également été tournée dans le Maryland, en Virginie, au Québec, à Londres et au Maroc. Une partie de la saison un a été tournée dans le quartier de Belleville à Paris, ainsi qu'à Montreuil (Croix de Chavaux) au mois de juin 2017. 
La production de la deuxième saison devrait commencer à l'été 2018 en Europe, en Amérique du Sud et aux États-Unis. La première saison comprend environ 1 000 effets visuels, dont le bombardement de l’épisode pilote.

## Diffusion

### Commercialisation
En septembre 2017, une série de teasers promotionnels ont été téléchargés sur les comptes de médias sociaux officiels de la série. Le dernier teaser a ensuite été diffusé le 3 octobre 2017. Le 7 octobre 2017, la série a fait ses débuts au New York Comic Con, à l’occasion de la sortie d’une nouvelle bande-annonce. Krasinski, Cornish et les créateurs Cuse et Roland ont assisté au panel de la NYCC, où ils ont également présenté les sept premières minutes de l’épisode pilote.
Le 30 janvier 2018, la bande-annonce du Super Bowl pour la série a été mise en ligne, cinq jours avant l'événement de football, et marquant pour la première fois l'usage d'une publicité pour le Super Bowl par Prime Video pour l'une de ses émissions originales. Mike Benson, responsable du marketing chez Amazon Studios, a déclaré dans un communiqué : « Compte tenu de la portée et échelle colossales de la série et de la popularité des romans de Tom Clancy, nous savions que le Jack Ryan de Tom Clancy serait un choix naturel pour la première pub Super Bowl de Prime Video. La nature globale du public nous offre une occasion unique de donner aux téléspectateurs un aperçu de cette nouvelle série palpitante qui arrive sur Prime. ». Il a également annoncé la date de sortie de l'émission pour le 31 août. Le 11 juin 2018, la bande-annonce officielle de la série a été publiée. Le 4 juillet 2018, une bande-annonce intitulée « Présidents », contenant des citations des présidents américains Bill Clinton, Donald Trump et John F. Kennedy, a été diffusée en même temps que le Jour de l'Indépendance des États-Unis.

### Avant-première
Le 16 juin 2018, la série a été présentée en première mondiale lors de la 58e édition du Festival de télévision de Monte-Carlo à Monaco, au Grimaldi Forum. L'événement comprenait une projection de l'épisode pilote de la série à laquelle assistaient les membres de la distribution, John Krasinski, Dina Shihabi et Wendell Pierce, aux côtés de créateurs de séries, de producteurs et de producteurs exécutifs, Carlton Cuse et Graham Roland,.

## Épisodes

### Première saison (2018)
Composée de huit épisodes, elle a été mise en ligne le 31 août 2018.
1. Pilote (Pilot)
2. Connexion française (French Connection)
3. 22 Noir (Black 22)
4. Le Loup batata (The Wolf)
5. Au bout de l'honneur (End of Honor)
6. Sources et méthodes (Sources and Methods)
7. Les Fils (The Boy)
8. Inch'Allah (Inshallah)

### Deuxième saison (2019)
Composée de huit épisodes, elle a été mise en ligne le 31 octobre 2019.
1. Cargo (Cargo)
2. Tertia optio (Tertia Optio)
3. Orénoque (Orinoco)
4. Paré pour tuer (Dressed to Kill)
5. L'Or bleu (Blue Gold)
6. Persona non grata (Persona Non Grata)
7. Dios y Federacion (Dios y Federacion)
8. L'Homme à abattre (Strongman)

### Troisième saison (2022)
Composée de huit épisodes, elle a été mise en ligne le 21 décembre 2022.
1. Le Faucon (Falcon)
2. Les Tourments du passé (Old Haunts)
3. Dans la gueule du loup (Running With Wolves)
4. Le Gardien de la mort (Our Death's Keeper)
5. Amis et ennemis (Druz'ya I Vragi)
6. Les Fantômes du passé (Ghost)
7. Les Règles de Moscou (Moscow Rules)
8. L'Étoile au mur (Star on the Wall)

### Quatrième saison (2023)
Composée de six épisodes, cette ultime saison a débuté le 30 juin et s'est achevé le 14 juillet 2023.
1. Triage (Triage)
2. Convergence (Convergence)
3. Sacrifices (Sacrifices)
4. Bethesda (Bethesda)
5. Wukong (Wukonda)
6. Mise à l'épreuve (Proof of Concept)

## Accueil

### Critiques
La série a suscité une réaction critique positive lors de sa première. Sur le site Web de regroupement d'avis Rotten Tomatoes, la série affiche un taux d'approbation de 74 %, avec une note moyenne de 6,32⁄10, fondée sur 80 évaluations. Le consensus critique du site Web se lit comme suit : « Bien que sa thématique ne soit pas aussi riche que celle de certains de ses prédécesseurs géopolitiques, Jack Ryan est une addition satisfaisante au genre, soutenue par des séquences d'action exceptionnelles et une distribution sympathique. ». Metacritic, qui utilise une moyenne pondérée, a attribué à la série un score de 66⁄100 sur la base de 28 critiques, indiquant « des critiques généralement favorables ».
Dans une critique positive, Nick Allen de RogerEbert.com a commenté la série en ces termes : « Tracé de manière experte par les créateurs Carlton Cuse et Graham Roland, Tom Clancy's Jack Ryan est d'autant plus percutant pour sa retenue et sa portée, offrant un excellent drame, préoccupé par beaucoup plus que son homonyme ». Terry Terrones de The Gazette a attribué à la série une note de « A- » et approuvé spécifiquement la performance de Krasinski en déclarant : « Cette version de Jack Ryan est racontable, mais elle est également admirable parce que l'acteur Krasinski le joue si naturellement que je ne pouvais pas dire où il finissait et Ryan commençait. ». Dans une autre évaluation enthousiaste, Alan Sepinwall de Rolling Stone a attribué à la série trois étoiles et demie sur cinq. Et l'a complimenté en disant : « Comme Jack Ryan lui-même, le spectacle d'Amazon est intelligent, confiant et complet. C'est suffisant pour faire le travail. ».
Dans une évaluation plus mitigée, Dave Nemetz de TVLine a attribué à la série une note de « C+ » et a recommandé à la série de ne pas être trop élogieuse : « Le titre maladroit d'Amazon, Tom Clancy's Jack Ryan, est à son meilleur quand les choses explosent, en livrant un nombre impressionnant de séquences d’octanes à une échelle rarement vue à la télévision. Le reste de la série est malheureusement médiocre… et le choix de son personnage principal peut constituer un obstacle majeur. ». Dans une critique négative, Sonia Saraiya de Vanity Fair affirme : « Tom Clancy's Jack Ryan est hystérique. Hystérique comme histrionique ; hystérique comme quelque peu drôle ; hystérique comme si vous souhaitiez que son équipe ait travaillé plus fort pour prendre la température du monde qui nous entoure avant d'envoyer ce James Bond manqué, violent et borné jusqu'à l’obscénité dans le monde. ». Amy Amatangelo, de Paste, a également critiqué la série en disant : « […] le plus souvent, l'émission défile sans véritable sentiment d'urgence. Je devais souvent m'empêcher de parcourir mon téléphone. Je m'ennuyais tant que je regardais. Ceux qui sont endoctrinés par le Jack Ryan canonique via les livres ou les films découvriront que la série de huit épisodes est fidèle à l'esprit de tout ce qui l'a précédée. Je ne suis pas sûre que nous en ayons besoin du tout. ».
La série a été critiquée pour une scène de l'épisode « Black 22 » dans laquelle un personnage utilise le mot « tranny » (en VO). Le militant LGBT Eliel Cruz a affirmé que la scène traitait une cause majeure de la violence à l'égard des femmes transsexuelles comme une « blague jetable »,. De même, la série a également été critiquée dans des publications françaises pour sa description du pays, notamment dans les épisodes « French Connection » et « Black 22 », dans lesquels diverses scènes ont été condamnées. Certaines répliques de personnages français sur leur propres concitoyens ont effet provoqué l'émoi de Stéphanie Guerrin qui a écrit dans Le Parisien que « Cet enchaînement de commentaires dangereusement caricaturaux laisse songeur. ». Bastien Haugel, de Le Point, a formulé un grief, dans une critique par ailleurs positive, avec le portrait d'un policier français qui avait épousé des opinions anti-musulmanes le qualifiant de « dangereusement caricatural ».

## Anecdotes
L'épisode 22 Noir / « Black 22 » un couple de personnages porte les noms des deux principaux protagonistes de la pièce Un tramway nommé Désir (A Streetcar Named Desire) : Blanche DuBois et Stanley Kowalski.

## Suite en long métrage
Après l'arrêt de la série, l'intrigue se poursuit avec un long métrage (en) réalisé par Andrew Bernstein (en). Le tournage débute en janvier 2025.